# Paradontophora cobbi
Paradontophora cobbi är en rundmaskart som först beskrevs av Timm 1952.  Paradontophora cobbi ingår i släktet Paradontophora och familjen Axonolaimidae. Inga underarter finns listade i Catalogue of Life.